# إميل كوهن
إميل فيلهلم كوهين (بالألمانية: Emil Cohen)(12 أكتوبر 1842 – 13 أبريل 1905) كان عالم معادن وبترولوجيا (علم الصخور) ألمانيًا، وُلد في يوتلاند.

## الحياة المهنية
درس كوهين في جامعتي برلين وهايدلبرغ، وكان مساعدًا في قسم علم المعادن في الأخيرة بين عامي 1867 و1872. بعد ذلك قضى 18 شهرًا في جنوب أفريقيا، حيث درس ترسبات الألماس والذهب.
كرّس كوهين سنواته التالية لعلم المعادن، ولصياغة أوصاف علمية لاستكشافاته في أفريقيا. ومن خلال عمله (مجموعة من الصور الميكروية لتوضيح البنية المجهرية للمعادن والصخور1881–1883)، أسّس كوهين علم البتروغرافيا الحديث.

في عام 1878، عُيّن أستاذًا لعلم البتروغرافيا في جامعة ستراسبورغ، ومديرًا لهيئة المسح الجيولوجي لمنطقتي الألزاس واللورين. وفي عام 1885، أصبح أستاذًا لعلم المعادن في جامعة غرايفسفالد. وهناك بدأ عمله على النيازك، وكان من أوائل علماء المعادن الذين وصفوا بتروغرافيا النيازك الحديدية والمعادن الثانوية المصاحبة لها. وإلى جانب اكتشافه للألماس، قام بعزل وتحليل معدن كربيد الحديد، الذي أُطلق عليه لاحقًا اسم "كوهينايت" تكريمًا له.